# 레이먼드 다트
레이먼드 아서 다트(Raymond Arthur Dart, 1893년 2월 4일~1988년 11월 22일)는 오스트레일리아의 해부학자이자 고고학자이다. 그는 남아프리카공화국에서 최초로 오스트랄로피테쿠스의 화석을 발견한 후 이 화석의 이름에 타웅 아이라는 이름을 붙였다.

## 같이 보기
- 사람과
- 인류의 진화
- 화석 인류
- 선사전